# Peter Arundell
Peter Arundell (ur. 8 listopada 1933 w Ilford, zm. 16 lipca 2009 w King’s Lynn) – brytyjski kierowca wyścigowy.
Dobre wyniki w juniorskich kategoriach zostały zauważone przez Colina Chapmana, szefa Lotusa, który wprowadził go do brytyjskiej Formuły Junior. Tam kierowca zdobył w 1962 tytuł mistrzowski. W 1963 startował również w wyścigach F1 niezaliczanych do klasyfikacji mistrzostw świata. W 1964 awansował z Lotusem do Formuły 1. W pierwszych dwóch startach, w Monako i Zandvoort był dwa razy trzeci. 
Podczas łączonego wyścigu F1 i F2 w Reims jego bolid przekoziołkował, a następnie został staranowany przez auto Richiego Ginthera. Brytyjczyk wypadł z kokpitu i doznał wielu złamań. Dopiero po dwóch latach był w stanie wrócić do F1. Zdobył jedno szóste miejsce i po sezonie zakończył karierę.